# Sebastián Marroquín
Pour les articles homonymes, voir Marroquín.
Sebastián Marroquín, né Juan Pablo Escobar Henao, le 24 février 1977,, est un architecte et écrivain colombien, fils du narcotrafiquant Pablo Escobar.

## Biographie
Juan Escobar, sa mère et sa sœur Manuela, ont fui au Mozambique après la mort de Pablo Escobar, puis ont voyagé avec des visas touristiques en Argentine, où ils sont finalement restés et sont devenus des citoyens en exil de leur Colombie natale. Juan Pablo a alors choisi le nom « Sebastián Marroquín ».
Sebastián Marroquín est diplômé de l'université avec un diplôme en architecture. Il vit à Palermo Soho, un quartier de Buenos Aires avec sa femme et son fils, et travaille comme architecte.
Sebastián Marroquín est revenu deux fois en Colombie, sur la tombe de son père et pour les besoins du  documentaire Sins of My Father (en). Il n'a pas été autorisé à entrer dans l'hacienda Nápoles, le domaine d'Escobar à 180 kilomètres à l'est de Medellín, confisqué par le gouvernement colombien après la mort d'Escobar et maintenant géré par la municipalité de Puerto Triunfo comme parc public, terrain de camping et musée des crimes d'Escobar.

## Sins of My Father
Sins of My Father (en) (2009), un documentaire argentin tourné pendant cinq ans, « followed Marroquín as he apologized to the sons of victims his late father ordered assassinated during a decade of terrorizing Colombia during his time as a major drug lord. ». Le film promeut la réconciliation et la fin de la haine.

## Pablo Escobar: My Father
Sebastián Marroquín est l'auteur du livre Pablo Escobar: My Father, publié sous son nom de naissance, Juan Pablo Escobar (2014),,.

## Controverses
Après le meurtre d'une personne employée par Netflix pour la série dramatique policière Narcos, Marroquín a déclaré : «Rien n'a changé sauf les noms. Maintenant, il y a encore plus de trafic de drogue et de corruption. »,.
En 2018, Marroquín et sa mère Maria Victoria Henao qui vit également en Argentine, sont accusés par la justice du pays d'avoir facilité le blanchiment d'argent du narcotrafiquant colombien Piedrahita Ceballos. Le juge Nestor Barral lance à leur encontre une procédure pour leur rôle présumé d'intermédiaires dans des transactions immobilières de Ceballos en Argentine : la construction d'un immeuble dans le nord de Buenos Aires et la transformation d'un bar traditionnel de la ville en salle de spectacle. Marroquín et Henao auraient touché des commissions de la part de l'organisation de Ceballos.

## Publication
- (es) Pablo Escobar, mi padre : las historias que no deberíamos saber, Planeta, 2014, 472 p. (ISBN 978-607-07-2496-1)

### Livres
- Virginia Vallejo (trad. Romain Magras), Pablo, je t’aime, Escobar, je te hais (es), J'ai Lu, 2018, 606 p. (ISBN 978-2-290-14490-9, lire en ligne)

### Articles
- « Un narco arrepentido hundió a la viuda y al hijo de Pablo Escobar y a "Chicho" Serna », El País, 14 juin 2019
- Valérie de Graffenried, « Escobar a tué mon père. Son fils est mon ami », Le Temps, 2018

### Interview
- Paul Doherty, Andrew Dornbierer, Marina Mazzini, « An interview with JUAN PABLO ESCOBAR (now Juan Sebastian Marroquín Santos) », Freedom for fear, n° 8, 2013 [lire en ligne]